# Балка Оріхівська
Балка Оріхівська — один з об'єктів природно-заповідного фонду Запорізької області, ентомологічний заказник місцевого значення.

## Розташування
Об'єкт розташований на території Оріхівського району Запорізької області, в межах земель Преображенської сільської ради.

## Історія
Ентомологічний заказник місцевого рішення "Балка Оріхівська" був оголошений рішенням Запорізького обласного виконавчого комітету від 25.09.1984 року. Балка названа через велику кількість земляних горіхів, які тут колись росли.

## Мета
Мета створення заказника — збереження ландшафтного та біологічного різноманіття, підтримання екологічного балансу, раціональне використання природних і рекреаційних ресурсів Запорізької області.

## Значення
Ентомологічний заказник місцевого значення «Балка Оріхівська» має особливе природоохоронне, естетичне і пізнавальне значення.

## Площа
Загальна площа ентомологічного заказника місцевого значення «Балка Оріхівська» становить 30 га.